# Uilleam, 3. Earl of Ross

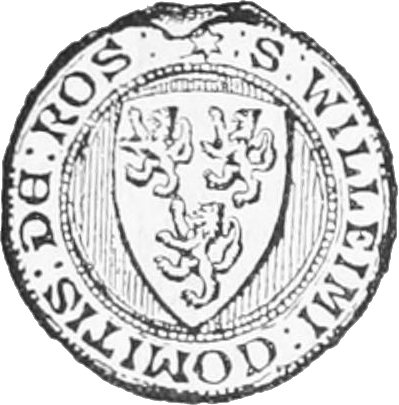
Siegel von William Ross, 2. Earl of Ross

Uilleam, 3. Earl of Ross (anglisiert auch William Ross, 3. Earl of Ross) (* vor 1260; † 28. Januar 1323 in Delny) war ein schottischer Adliger.

## Herkunft
Uilleam entstammte der schottischen Familie Ross, die sich nach Ross in den Highlands benannte. Er war der einzige Sohn seines gleichnamigen Vaters Uilleam, 2. Earl of Ross und von dessen Frau Jean Comyn. Nach dem Tod seines Vaters 1274 erbte er dessen nordschottische Besitzungen und den Titel Earl of Ross.

## Rolle im schottischen Thronfolgestreit
1284 gehörte Ross zu den Adligen, die schworen, die Thronfolge von Margarete von Norwegen, der einzigen Enkelin von König Alexander III. anzuerkennen. 1290 gehörte er dem Parlament an, das den Vertrag von Birgham bezeugte, nach dem Margarete den englischen Thronfolger Eduard heiraten sollte. Nach dem Tod von Margarete im Oktober 1290 war die Thronfolge jedoch völlig offen. Am 1. August 1291 huldigte Ross in Berwick-upon-Tweed dem englischen König Eduard I., der über die Ansprüche der Anwärter auf den schottischen Thron entscheiden sollte. In dem Verfahren unterstützte Ross John Balliol. Nachdem dieser 1292 zum neuen schottischen König ernannt worden war, setzte er Ross als Sheriff des neuen Sheriffdoms ein, das die äußeren westschottischen Inseln, Skye, das westliche Ross und Kintail umfasste.

## Gefangenschaft und Unterstützung des englischen Königs
Als es 1296 zum Krieg gegen England kam, war Ross einer der Führer der Streitmacht, die Dunbar Castle, den Sitz des auf englischer Seite kämpfenden Earls of Dunbar besetzten. Nach dem englischen Sieg in der Schlacht bei Dunbar geriet er in englische Gefangenschaft. Er wurde im Tower of London inhaftiert und kam erst 1303 auf Bitten seiner Frau frei. Der englische König Eduard I. hatte sich in der Zwischenzeit die Herrschaft über fast ganz Schottland erkämpft und übertrug Ross die Verteidigung der nordschottischen Gebiete nördlich des Spey. Als Robert Bruce sich 1306 zum schottischen König erhob, lehnte Ross dies ab, weil Bruce kurz zuvor den mit Ross verwandten John Comyn, Lord of Badenoch ermordet hatte. Als der Earl of Atholl sowie die Frau, Tochter und eine Schwester von Bruce auf der Flucht vor den Engländern im Heiligtum von Tain Zuflucht suchten, nahm Ross sie gefangen und übergab sie dem englischen König.

## Seitenwechsel und Unterstützung von Robert Bruce
Nach dem Tod von Eduard I. 1307 ergriff Bruce jedoch wieder die Initiative und begann, die englische Herrschaft in Schottland zurückzudrängen. Nachdem er den Earl of Buchan in der Schlacht bei Inverurie geschlagen hatte, wandte er sich gegen Ross, der nun sein Hauptgegner in Nordschottland war. Ross bat den neuen englischen König Eduard II. mehrfach um Unterstützung, doch nachdem diese ausblieb, schloss er einen zunächst bis zum 2. Juni 1308 befristeten Waffenstillstand. Bruce konnte in der Zeit weitere seiner schottischen Gegner unterwerfen, so dass sich Ross am 31. Oktober 1308 in der Burg von Auldearn Bruce unterwerfen musste. Mit Ross unterwarf sich auch der noch minderjährige Earl of Sutherland, der ein Mündel seines jüngeren Sohns John war. Für Ross setzten sich die Bischöfe David Murray von Moray und Thomas of Dundee von Ross ein. Der König behandelte ihn mit Nachsicht und Ross durfte seinen Titel und seine Besitzungen behalten. Der König bestand allerdings darauf, dass Ross auf eigene Kosten für sechs Kapläne aufkommen musste, die für das Seelenheil des 1306 hingerichteten Earl of Atholl beten sollten. Dieser war von Ross gefangen genommen worden, wobei er allerdings das Kirchenasyl verletzt hatte. Ross nahm mit seinem ältesten Sohn Hugh 1309 am ersten Parlament teil, das Bruce als König abhielt. In der Folge war er ein loyaler Unterstützer des Königs. Er kämpfte 1314 in der Schlacht von Bannockburn und war 1320 einer der acht schottischen Earls, die die Declaration of Arbroath besiegelten. 1321 konnte er Dingwall erwerben.

## Ehe und Nachkommen
Ross hatte Euphemia geheiratet, deren Herkunft unbekannt ist. Sie stammte vermutlich aus Edinburghshire. Mit ihr hatte er drei Söhne und mindestens eine Tochter: 
- Hugh Ross, 4. Earl of Ross († 1333)
- John Ross ⚭ Margaret Comyn
- Walter Ross († 1314 bei Bannockburn)
- Isabel Ross ⚭ Edward Bruce

Sein Erbe wurde sein ältester Sohn Hugh. Sein zweiter Sohn John heiratete Margaret, eine Tochter von Alexander Comyn. Sie wurde eine Teilerbin ihres Onkels John Comyn, 7. Earl of Buchan. Die Ehe blieb aber kinderlos, so dass nach ihrem Tod ihr Erbteil an ihre Schwester bzw. deren Nachkommen fiel.